# Diecisiete
El diecisiete (17) es el número natural que sigue al 16 y precede al 18.

## Matemáticas
- 7.º número primo, después del 13 y antes del 19.
- Es un primo permutable con 71 (ya que al cambiar la posición de los números se obtiene otro número primo).
- El 17 es el tercer número primo de Fermat (n=2), después del 5 y antes del 257. Gracias a esta propiedad se pueden construir heptadecágonos con regla y compás, como lo demostró Carl Friedrich Gauss.
- Forma un par de números primos gemelos junto con 19.
- Es un número de Leyland ya que 32 + 23 = 17.
- 17 = 13 + 2+2 = 11+3+3 = 7+7+3
- Como (4+i)(4-i) = (1+4i)(1-4i)= 17, este número no es primo en el anillo de los enteros gaussianos.[1]
- Gauss quiso que en su lápida figure un polígono de 17 lados (heptadecágono).
- 17 es la suma de dos cuadrados 42+12, por ser primo de la forma 4k+1 (k, entero), además divide a una suma de cuadrados 92 +22[2]
- Número primo fuerte.
- Es un número primo pitagórico.
- Es un número primo de Eisenstein.
- 17 es el número de posibles tipos de simetrías en el plano

## Ciencia
- Es el número atómico del cloro.
- En la tabla periódica, el grupo 17 representa a los halógenos.
- Objeto de Messier M17 es una región HII en la constelación de Sagitario.
- Objeto del Nuevo Catálogo General NGC 17 es una galaxia espiral en la constelación Cetus.
- 17P/Holmes es un cometa periódico del sistema solar.
- (17) Thetis es un asteroide que forma parte del cinturón de asteroides.

## En cultura

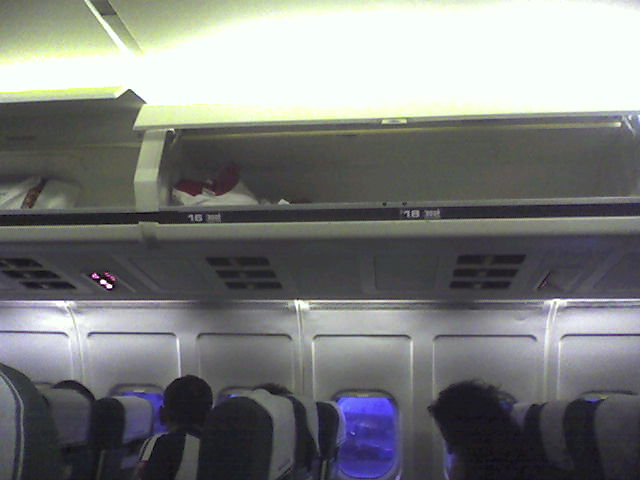
Ausencia de fila 17 en los aviones de Alitalia.

- En Italia, el 17 es el número de la mala suerte. Esto se debe a que, en la numeración romana, 17 se escribe XVII, que es un anagrama de VIXI, que significa "he vivido", es decir, "estoy muerto", en latín. Por eso, los edificios italianos no tienen un piso 17, los hoteles no tienen habitación 17 y los aviones de Alitalia no tienen fila 17. Cuando la marca Renault exportó su modelo R17 a Italia, se comercializó allí con el nombre "Renault R177".
- En Francia, es el número de teléfono de la policía[3]
- En la novela Cien años de soledad, del Premio Nobel de Literatura colombiano Gabriel García Márquez, es el número de hijos del Coronel Aureliano Buendía.
- Es el n.º de agente 17 alter ego del agente 47 del videojuego Hitman.
- En la serie de Harry Potter, 17 hoces de plata equivalen a un galeón de oro. Esto también es el precio de una onza de hígado de dragón. Así mismo, a los 17 años es cuando se les considera a los magos mayores de edad.
- En el videojuego Half-Life 2, la ciudad donde se desarrolla la trama se llama ciudad 17.
- En Dragon Ball Z, corresponde al androide masculino que realiza su aparición en la saga de cell.
- En 2019, se estrenó en Netflix la película Diecisiete dirigida por Daniel Sánchez Arévalo.